# Arnutovce

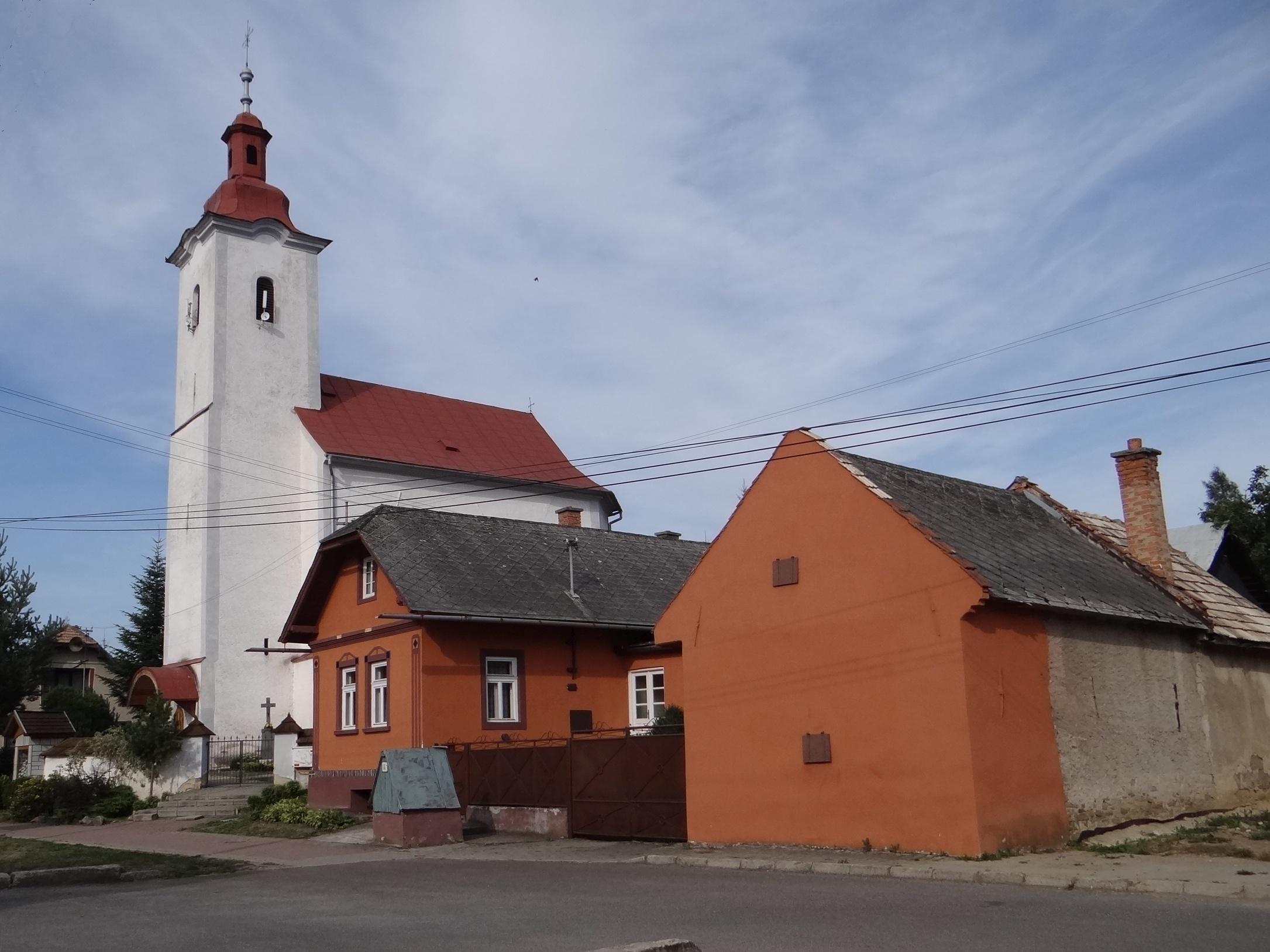
Kościół

Arnutovce – wieś (obec) na Słowacji w kraju koszyckim, w powiecie Nowa Wieś Spiska. Znajduje się na Kotlinie Hornadzkiej nad niewielkim potokiem będącym jednym z dopływów potoku Brusník.
Pierwsze wzmianki o miejscowości pochodzą z roku 1317.
Według danych z dnia 31 grudnia 2012, wieś zamieszkiwało 725 osób, w tym 341 kobiet i 384 mężczyzn.
W 2001 roku pod względem narodowości i przynależności etnicznej 70,49% mieszkańców stanowili Słowacy, a 29,14% Romowie.
Ze względu na wyznawaną religię struktura mieszkańców kształtowała się w 2001 roku następująco:
- Katolicy rzymscy – 97,63%
- Ewangelicy – 0,18%
- Ateiści – 1,28%
- Nie podano – 0,91%